# إسماعيل بدر الدين الثاني
سيدنا إسماعيل بدر الدين (الثاني) بن سيدي الشيخ آدم (تُوفي في 7 محرم 1150 هـ / 1738 م في جامناجار، بالهند) كان الداعي الثامن والثلاثين للبهرة الداوودية. خلف الداعي السابع والثلاثين سيدنا نور محمد نور الدين في المنصب الديني.

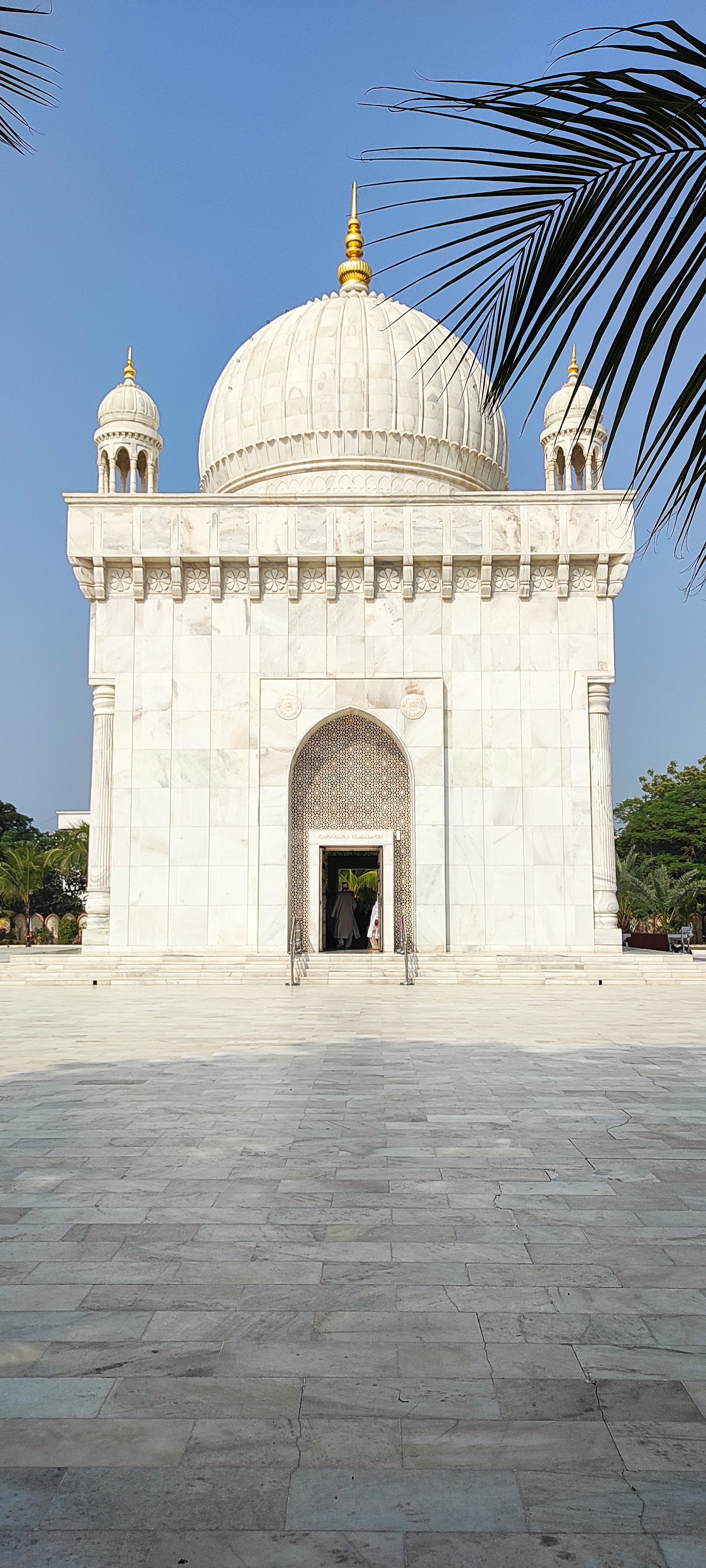

أصبح السيد بدر الدين داعيًا مطلقًا سنة 1130هـ/1719م. وكانت فترة دعوته من 1130-1150هـ/1719-1738م لمدة حوالي 19 عامًا و6 أشهر.

## العائلة
ولد في أودايبور عام 1686 م في عهد سيدنا عبد الطيب زكي الدين الثاني. كان والده سيدي الشيخ آدم صفي الدين شقيق سيدنا موسى كليم الدين عالمًا وكاتبًا. فقد سيدنا بدر الدين والديه عندما كان صغيرًا. تزوج من ابنة سيدنا موسى كليم الدين جيفانا بايصاحبة التي أنجبت منه ابنة واحدة. من زواجه الثاني من فاطمة عائشة، أنجب ولدين، سيدي عبد موسى كليم الدين وسيدنا عبد الطيب زكي الدين الثالث.

## قراءة إضافية
- الإسماعيلية تاريخها وعقيدتها تأليف فرهاد دفتري (فصل -الإسماعيلية المستعلية-ص 113). 300-310)
- عيون الأخبار هو النص الأكثر اكتمالاً الذي كتبه الداعي الإسماعيلي/الطيبي/الداوودي التاسع عشر السيد إدريس بن حسن عن تاريخ الجماعة الإسماعيلية من أصولها حتى فترة القرن الثاني عشر الميلادي في عهد الخلفاء الفاطميين المستنصر (ت. 487/1094)، وعصر الحكام المستعليين بما في ذلك المستعلي (ت. 495/1101) والأمير (ت. 524/1130)، ثم الجماعة الإسماعيلية الطيبية في اليمن.

| ألقاب شيعيَّة                                                    | ألقاب شيعيَّة                                                  | ألقاب شيعيَّة             |
| -------------------------------------------------------------- | ------------------------------------------------------------ | ----------------------- |
| إسماعيل بدر الدين الثاني الداعي المطلقولد: 1686 م توفي: 1738 م |                                                              |                         |
| سبقه نور محمد نور الدين                                        | الداعي المطلق الثامن والثلاثون (38) 1130–1150 هـ/1719–1738 م | تبعه إبراهيم وجيه الدين |